# SN 2007hb
SN 2007hb – supernowa typu Ib/c odkryta 24 sierpnia 2007 roku w galaktyce NGC 819. W momencie odkrycia miała maksymalną jasność 19,50m.